# Gail Lawrence
Gail Lawrence, née en novembre 1948 à New York et morte en décembre 2021, est une actrice américaine.

## Biographie
Clayton a commencé sa carrière en 1976 à l'époque du porno chic, lorsque des films pour adultes étaient diffusés dans les salles de cinémas traditionnelles.
L’un des premiers films de Clayton s’intitule Femmes de Sade. Réalisé par Alex de Renzy, il est le huitième film intronisé au Temple de la renommée du XRCO. Clayton apparaît également dans Desires Within Young Girls de Harold Lime avec Georgina Spelvin et tenait le rôle principal dans 7 Into Snowy d'Antonio Shepherd une parodie de Blanche-Neige et les Sept Nains. Son dernier film pour adultes est October Silk, sorti en 1980.

### Films grand public
Abigail Clayton est l'une des premières stars de films pour adultes à se lancer dans les films grand public. Elle apparaît ainsi dans Rêve de singe aux côtés Gérard Depardieu et Marcello Mastroianni. En 1980, elle joue le rôle de Rita dans le film d'horreur Maniac. Pour sa dernière apparition au cinéma, elle se glisse dans la peau d'une nonne dans le film de Ryan O'Neal, Les Fesses à l'air en 1981.

## Filmographie

### Films pornographiques
- 1976 : The Girls in the Band : une invitée
- 1976 : Dixie : Dixie
- 1976 : Femmes de Sade (en) : Ellen
- 1976 : Spirit of Seventy Sex (en) : Missy
- 1976 : Naked Afternoon : Tomasina Kelly
- 1976 : Love Lips : Ann Taylor
- 1977 : Hot Cookies : Helen
- 1977 : Desires Within Young Girls : L'amie de Suzy
- 1977 : A Coming of Angels : Jennifer
- 1977 : 7 Into Snowy : Snowy
- 1977 : Sex World (en) : Marian
- 1978 : Untamed : Cathy
- 1978 : Health Spa : Alice
- 1979 : Cave Women : Une femme des cavernes
- 1980 : October Silk : La femme de Martin

### Cinéma
- 1977 : Rêve de singe (Ciao maschio) : Angelica
- 1980 : Maniac : Tania
- 1981 : Les Fesses à l'air (So Fine) : une infirmière